# مونیکا و دیوید
مونیکا و دیوید (به انگلیسی: Monica & David)، فیلم مستندی به کارگردانی الکساندرا کودینا است که در سال ۲۰۰۹ به نمایش درآمد. این فیلم در مورد زندگی روزمرهٔ مونیکا و دیوید، زوج جوانی است که مبتلا به نشانگان داون هستند. این مستند، برای نخستین بار در ۲۲ نوامبر ۲۰۰۹ در جشنواره جهانی فیلم‌های مستند آمستردام اکران شده و در سال ۲۰۱۰ در جشنواره فیلم تریبکا، موفق به دریافت جایزهٔ بهترین فیلم مستند شد.